# Újpesti zsinagóga
Az Újpesti zsinagóga egy ma is működő neológ zsidó templom (zsinagóga) Budapest IV. kerületében, Újpesten.

## Története
1885 és 1886 közt építették fel a mai Berzeviczy utcában az építészeti szempontból már akkor is előnytelen helyen álló, ma is működő neológ zsinagógát. Tervezője a korabeli sajtó szerint egy bizonyos Greier, vagy Gränner (keresztnév nem ismert) nevű személy volt, akinek a nevét egyesek elírásnak vélik és az ekkoriban még ismeretlen Jakob Gärtner neves zsinagógatervezővel tartanak azonosnak. Az épület neomór stílusban épült fel.

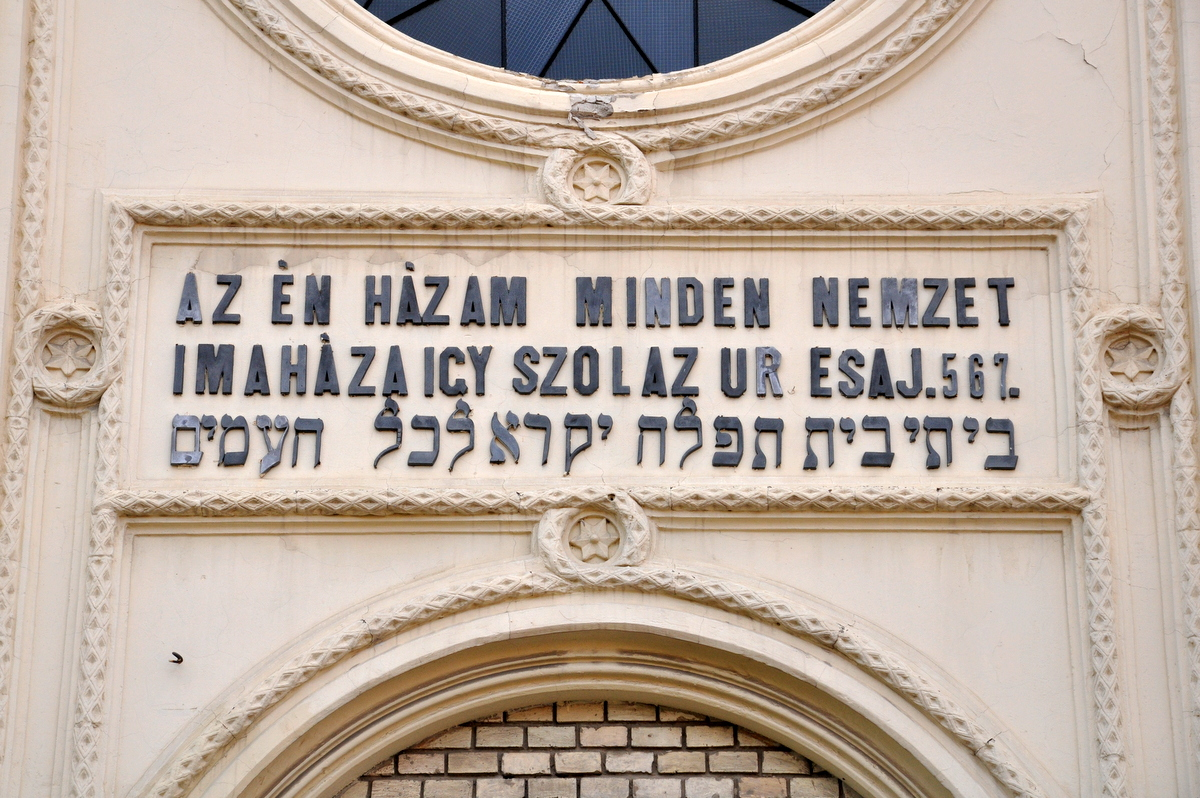
A felirat az utcafronti homlokzaton

A belső tér kialakítása a Dohány utcai zsinagóga elrendezését követi. Az épület háromhajós, oldalkarzatos elrenezésű csarnok. A mellékhajók végeiben találhatók a lépcsőházak. Bizáncias fejezetű öntöttvas oszlopok földszinti sora tartja a karzatot, amit ritkábban elhelyezett ugyanilyen oszlopok támasztanak alá – keresztbe fordított öntöttvas „vállkövek” közbeiktatásával. A frigyszekrény feletti karzat az orgona helye, ahová az 1911-es kecskeméti földrengésben megsérült kecskeméti zsinagóga orgonáját állították fel. A szerkezet, illetve az egész épület 1944-ben megsérült, amikor megtámadták, kifosztották és felgyújtották. A második világháború után hamar, már 1946-ra felújították. Az orgona ma a szemben levő karzaton áll. A kertet ekkor dél felé sikerült a keresztutcáig meghosszabbítani, az oda néző falon pedig 1947–1948-ban négy dombormű formájában állítottak emléket, amik a kakastollas csendőröktől a nyilas és horogkeresztes katonákon át a szovjet felszabadítókig meséli el a zsidóság közvetlenül a második világháború előtti, alatti és utáni történetét.

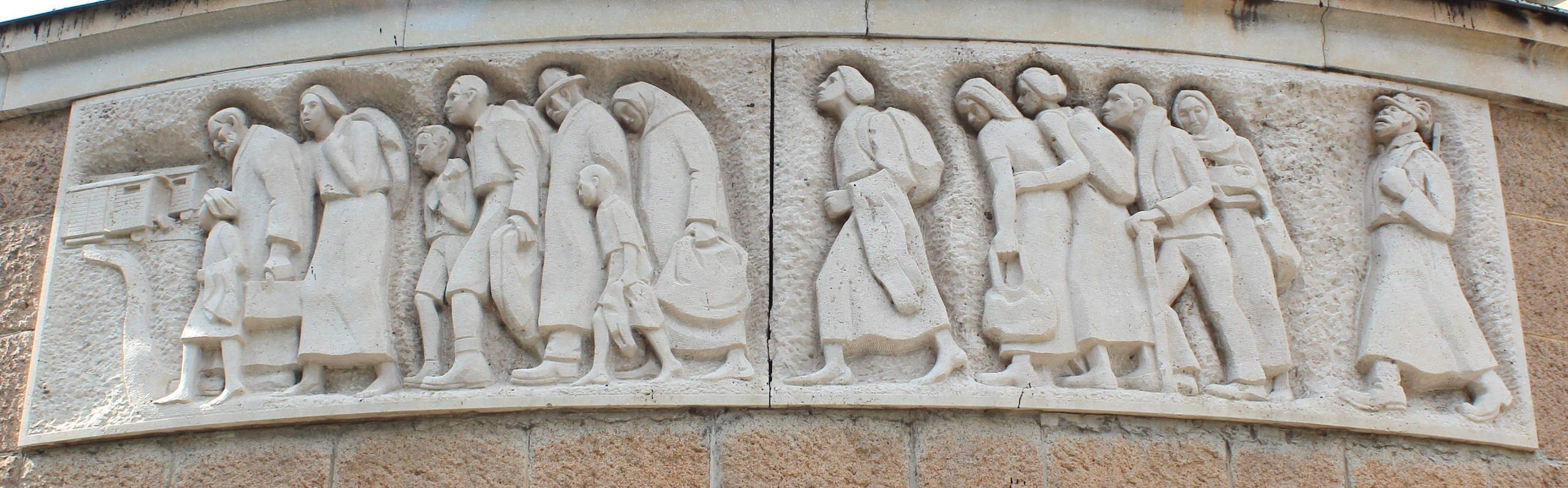
Csendőrök
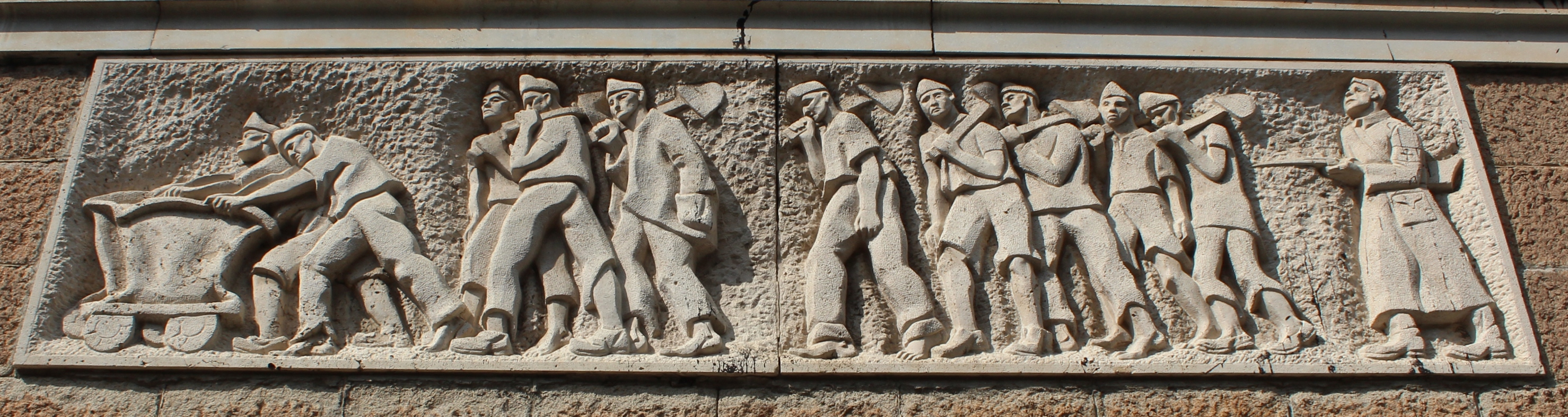
Nyilasok
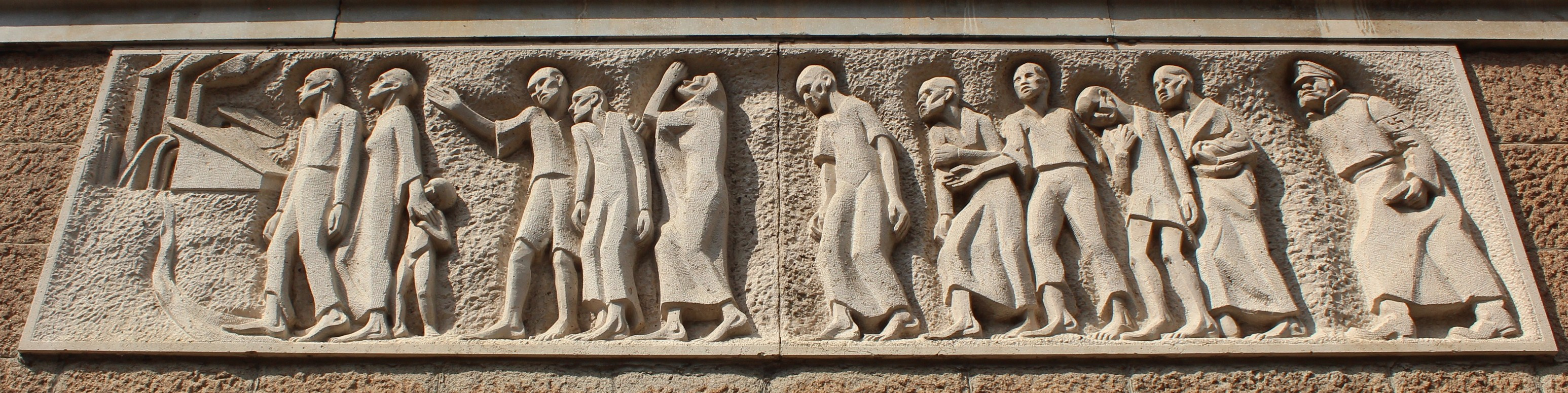
Nácik
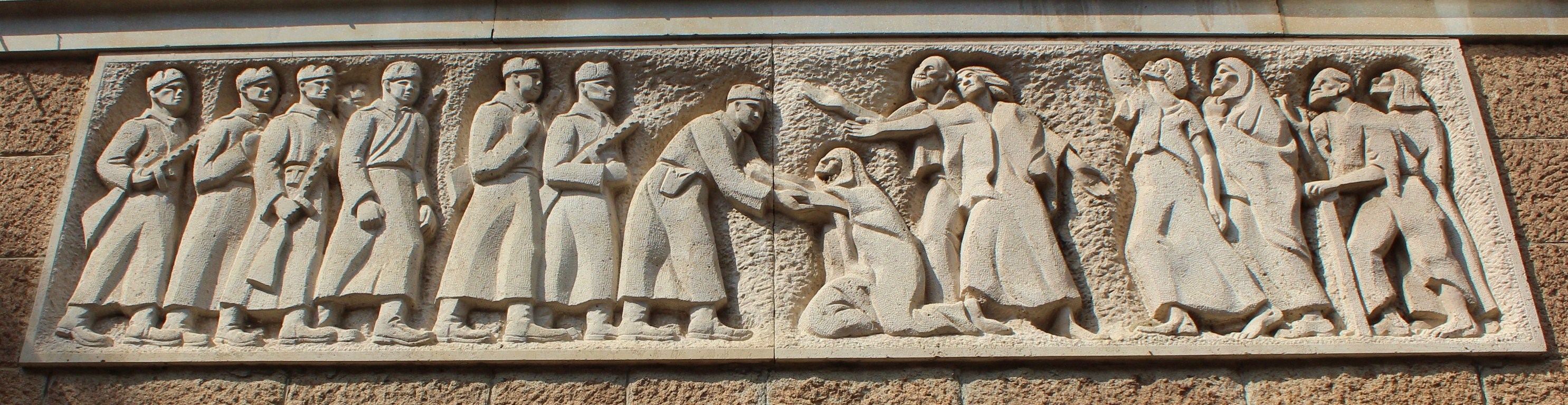
Szovjetek

Az épület Újpest egyik első reprezentatív középülete volt. Építészeti megformálásának magas színvonala már az 1880-as években jelezte, hogy az ipari peremtelepülés önálló kulturális arculatú várossá szándékozott válni, mint ahogy ez a 20. század elejére meg is valósult. A rohamos fejlődés népességrobbanást is eredményezett, amivel a zsidóság száma is megnőtt, így a zsinagógát 1909-ben Baumhorn Lipót tervei alapján kibővítették.